# 바흐람 2세

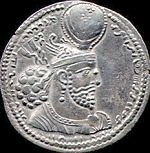
바흐람 2세의 동전

바흐람 2세(영어: Bahram II, 페르시아어: Bahrām, ? - 293년)는 사산 왕조 페르시아 제국의 샤한샤이다. 선대 바흐람 1세의 아들이다. 바흐람 2세는 통치 초기에 무례한 폭군이어서 주요한 귀족들에게 반감을 사고 암살의 위협을 받았었다. 그러나 마기들이 간언하여 바흐람 2세의 행동을 고치게 한 결과, 그는 현명함과 관용의 군주로 많은 지지를 받을 수 있었다.

## 정권 확립
황제 대신 아르메니아의 왕으로 만족할 수 밖에 없었던 나르세스 1세는 바흐람 1세가 죽자 자신의 이름과 초상을 각인한 화폐를 독자적으로 발행했다. 화폐의 발행은 사산 왕조의 군주만이 가능했던 것으로, 사실상의 독립선언이었다. 그러나 바흐람 2세는 나르세스를 토벌하는 것은 용이하지 않았고 당분간은 내버려 둘 수 밖에 없었다.
대신 바흐람 2세는 장인인 카라케네(메세네)의 샤푸르와 조로아스터교의 모우바단 모우바드인 카르티르의 힘으로 정권을 굳히는데 주력하였다. 샤푸르는 아르메니아의 왕도 능가하는 하르그베드 라는 칭호를 얻고 제국에서 황제의 다음가는 지위를 얻는다. 바흐람 2세가 발행한 화폐에는 자신뿐만 아니라 왕비와 황태자, 즉 샤푸르의 딸과 손자도 함께 각인 되었다.
한편 카르티르는 평민 출신임에도 불구하고 대귀족의 반열에 오르게 되고, 제국의 옛 땅인 이스타훌(en:Istakhr)의 아나히타(en:Anahita)사원의 관리자겸 주감으로 임명되었다. 게다가 '아후라 마즈다의 모우바드', '바흐람의 영혼을 구하는 사람'이라고 하는 최고급의 칭호도 주어져 교단 내에서 그와 어깨를 나란히 할 수 있는 존재는 없게 되었다.

## 로마 전쟁
282년에 로마 황제 마르크스 아우렐리우스 카루스가 유프라테스강을 넘어 메소포타미아에 쳐들어왔다. 그러나 바흐람 2세는 동방의 아프가니스탄의 반란을 진압하고 있어서 로마의 공격을 막을 수가 없었다. 결국 메소포타미아 일대는 파괴되고 약탈되었으며, 셀레우키아(en:Seleucia)나 크테시폰지역을 로마군에게 빼앗겼다. 그러나 카루스는 곧 낙뢰에 맞아 사망한다.(암살설 의혹)
카루스가 죽자 로마는 군을 철수해, 그의 아들 누메리아누스(en:Numerian)는 페르시아와 평화 조약을 맺었다. 그러나 286년에 새로운 로마의 황제 디오클레티아누스는 다시 페르시아와 전쟁을 벌인다. 아르메니아의 왕자 티리다테스(en:Tiridates III of Armenia)의 페르시아 공격을 지원하기 위해서였다. 곧 몇번의 전투 후, 아르메니아는 분열되었으며 티리다테스는 페르시아로부터 독립을 선언하였다.
그리고 티리다테스는 페르시아의 2개 군대를 격파하고 중요한 수비 거점을 탈취했다. 이로써 그는 의심할 여지없는 지배자가 되었다. 또한 페르시아에 의해서 분열된 아르메니아의 경계를 넘어, 페르시아의 영토에서 공인된 승리를 얻어내었다.
이러한 티리다테스의 활약도 있어, 바르람 2세는 로마에게 매우 유리한 조건으로 휴전 협정을 맺게된다. 그러나 이 협정은 군부에게 반감을 사게 되었다. 조약으로 인해, 완전히는 아니지만 아르메니아를 지켜냈음에도 불구하고 로마에 가까운 서부 아르메니아를 로마에 할양하게 되었다. 이것이 나르세스를 격노하게 만들었다. 이 사실은 바흐람이 나르세스의 세력을 약화시키기 위해 일부러 로마에게 땅을 떼어줬다고도 생각할 수 있는 것이었다.

## 동부 반란
제국의 동부에는 바흐람 2세의 형제(혹은 사촌)인 호르미즈드가 사카, 쿠샨, 기란(en:Gilan)의 민족을 규합하여 대규모의 반란을 일으켰다. 로마 황제 카루스의 연대기엔 이 호르미즈드를 '사카의 왕 오르미에스'라고 기록하고 있다. 또한 호르미즈드는 자신의 화폐를 발행해, '쿠샨의 샤한샤'라는 칭호를 새겼다. 호르미즈드는 나르세스와는 달리 로마라는 강국의 사이에 놓이지 않은 것도 있어, 장기에 걸쳐 페르시아 동부를 교란시킬 수 있었다.
동부 전역을 휩쓴 이 반란을 겨우 진압한 바흐람 2세는, 황태자 바흐람 3세를 사카의 왕의로 임명하고 머지않아 사망하였다.

## 참조
- 'The Civilizations of the Ancient Near East Volume 7' by George Rawlinson
- William Leadbetter, "Carus (282-283 A.D.)", "DIR"

| 전임 바흐람 1세 | 사산 왕조의 샤한샤 바흐람 2세 276년 - 293년 | 후임 바흐람 3세 |